# تیم ملی بسکتبال زنان اسرائیل

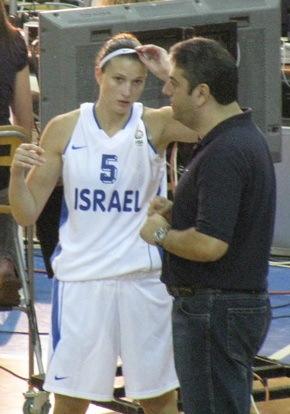
بازیکن مطرح تیم ملی بسکتبال زنان اسرائیل

تیم ملی بسکتبال زنان اسرائیل ، نماینده اسرائیل در مسابقات بین‌المللی بسکتبال زنان است.